# Lindsey Durlacher
Lindsey Durlacher (* 14. September 1974 in Evanston, Illinois; † 4. Juni 2011 in Denver, Colorado) war ein US-amerikanischer Ringer im griechisch-römischen Stil in der Gewichtsklasse bis 55 kg bei einer Größe von 1,60 Meter. Sein größter Erfolg war der 3. Platz bei der Weltmeisterschaft 2006.

## Leben
Durlacher wurde 1974 als Sohn von Rich und Barb Durlacher geboren. Er besuchte die „Buffalo Grove High School“ und wurde dort von Bob Tipsword trainiert. Später ging er auf die University of Illinois und wurde 1996 Vierter bei den NCAA-Meisterschaften. Ein Jahr darauf wurde er Vizemeister. Auf dem College wurde Durlacher von Mark Johanson trainiert. Weitere Trainer Durlachers waren Momir Petković und Shawn Sheldon.
Er war Mitglied des New York Athlete Club, lebte aber offiziell in Colorado Springs.
Im Februar 2011 brach er sich bei einem Snowmobil-Unfall das Brustbein. Wegen dieser Verletzung wurde er am 1. Juni 2011 operiert. Am 4. Juni verstarb er in seiner Wohnung. Die Todesursache ist bislang unbekannt.

## Erfolge
- 2003: 2. Platz, Panamerikanische Meisterschaften in Guatemala, GR, bis 55 kg, hinter Osmany Duca, Kuba
- 2003: 7. Platz, World Cup in Alma-Ata, GR, bis 55 kg, Sieger: Ässet Imanbajew, Kasachstan vor Geidar Mamedalijew, Russland
- 2005: 18. Platz, WM in Budapest, GR, bis 55 kg, nach einem Sieg über Roberto Pira, Italien und eine Niederlage gegen István Majoros, Ungarn
- 2006: 2. Platz, Panamerikanische Meisterschaften in Rio de Janeiro, GR, bis 55 kg, hinter Lazaro Rivas Scull, Kuba
- 2006: 3. Platz, WM in Guangzhou, GR, bis 55 kg, nach Siegen über Hua Feng Jiao, China, Jagniel Hernandez, Kuba, Anders Nyblom, Dänemark und Wenelin Wenkow, Bulgarien und eine Niederlage gegen Hamid Soryan Reihanpour, Iran
- 2007: 5. Platz, World Cup in Antalya, GR, bis 55 kg, Sieger: Pour Bahrami, Iran vor Wugar Ragimow, Ukraine
- 2007: 2. Platz, Panamerikanische Spiele in Rio de Janeiro, GR, bis 60 kg, hinter Roberto Monzon Gonzalez, Kuba
- 2007: 5. Platz, WM in Baku, GR, bis 55 kg, nach Siegen über Thomas Rönningen, Norwegen, Roberto Pira, Anders Nyblom, Virgil Munteanu, Rumänien und Niederlagen gegen Hamid Soryan Reihanpour und Kristijan Fris, Serbien
- 2008: 5. Platz, World Cup in Szombathely, GR, bis 55 kg, Sieger: Nasir Mankijew, Russland vor Jung-Baek Lee, Südkorea
- 2008: 3. Platz, Panamerikanische Meisterschaften in Monterrey, GR, bis 55 kg, hinter Gustavo Balart Marin, Kuba und Francisco Encarnacion, Dominikanische Republik